# Andy Martínez
Andy Chiroque Martínez (ur. 28 września 1993) – peruwiański lekkoatleta specjalizujący się w biegach sprinterskich.

## Osiągnięcia
| Rok  | Impreza                                     | Miejsce             | Konkurencja             | Lokata     | Wynik   |
| ---- | ------------------------------------------- | ------------------- | ----------------------- | ---------- | ------- |
| 2010 | Mistrzostwa Ameryki Płd. juniorów młodszych | Santiago            | sztafeta szwedzka       | 2. miejsce | 1:56,70 |
| 2012 | Mistrzostwa świata juniorów                 | Barcelona           | bieg na 100 metrów      | eliminacje | 10,88   |
| 2012 | Młodzieżowe mistrzostwa Ameryki Płd.        | São Paulo           | bieg na 100 metrów      | 6. miejsce | 10,74   |
| 2012 | Młodzieżowe mistrzostwa Ameryki Płd.        | São Paulo           | sztafeta 4 × 400 metrów | 3. miejsce | 3:14,18 |
| 2013 | Mistrzostwa Ameryki Południowej             | Cartagena de Indias | bieg na 200 metrów      | eliminacje | 22,37   |
| 2013 | Igrzyska boliwaryjskie                      | Trujillo            | bieg na 100 metrów      | eliminacje | 10,66   |
| 2013 | Igrzyska boliwaryjskie                      | Trujillo            | bieg na 200 metrów      | 7. miejsce | 21,63   |
| 2013 | Igrzyska boliwaryjskie                      | Trujillo            | sztafeta 4 × 100 metrów | 4. miejsce | 40,75   |
| 2014 | Igrzyska Ameryki Południowej                | Santiago            | bieg na 100 metrów      | eliminacje | 10,65   |
| 2014 | Igrzyska Ameryki Południowej                | Santiago            | bieg na 200 metrów      | 6. miejsce | 21,35   |
| 2014 | Mistrzostwa ibero-amerykańskie              | São Paulo           | bieg na 100 metrów      | 1. miejsce | 10,30   |
| 2014 | Młodzieżowe mistrzostwa Ameryki Płd.        | Montevideo          | bieg na 100 metrów      | 1. miejsce | 10,40   |
| 2016 | Halowe mistrzostwa świata                   | Portland            | bieg na 60 metrów       | eliminacje | 6,84    |
| 2016 | Mistrzostwa ibero-amerykańskie              | Rio de Janeiro      | bieg na 100 metrów      | 7. miejsce | 10,39   |
| 2017 | Mistrzostwa Ameryki Południowej             | Asunción            | bieg na 100 metrów      | 4. miejsce | 10,29   |

## Rekordy życiowe
- Bieg na 60 metrów (hala) – 6,84 (2016)
- Bieg na 100 metrów – 10,28 (2016) rekord Peru
- Bieg na 200 metrów – 20,58 (2016) rekord Peru